# Maillet (Indre)
Maillet és un municipi francès, situat al departament de l'Indre i a la regió de Centre – Vall del Loira. L'any 2007 tenia 260 habitants.

## Demografia

### Població
El 2007 la població de fet de Maillet era de 260 persones. Hi havia 104 famílies, de les quals 24 eren unipersonals (8 homes vivint sols i 16 dones vivint soles), 40 parelles sense fills, 36 parelles amb fills i 4 famílies monoparentals amb fills.
La població ha evolucionat segons el següent gràfic:
Habitants censats

### Habitatges
El 2007 hi havia 174 habitatges, 109 eren l'habitatge principal de la família, 29 eren segones residències i 36 estaven desocupats. Tots els 174 habitatges eren cases. Dels 109 habitatges principals, 84 estaven ocupats pels seus propietaris, 13 estaven llogats i ocupats pels llogaters i 13 estaven cedits a títol gratuït; 6 tenien dues cambres, 13 en tenien tres, 34 en tenien quatre i 57 en tenien cinc o més. 87 habitatges disposaven pel capbaix d'una plaça de pàrquing. A 45 habitatges hi havia un automòbil i a 56 n'hi havia dos o més.

### Piràmide de població
La piràmide de població per edats i sexe el 2009 era:
| Homes | Edats   | Dones |
| ----- | ------- | ----- |
| 0     | 95 o +  | 0     |
| 0     | 90 a 94 | 4     |
| 0     | 85 a 89 | 0     |
| 8     | 80 a 84 | 0     |
| 4     | 75 a 79 | 24    |
| 16    | 70 a 74 | 4     |
| 12    | 65 a 69 | 16    |
| 8     | 60 a 64 | 4     |
| 4     | 55 a 59 | 0     |
| 16    | 50 a 54 | 12    |
| 8     | 45 a 49 | 8     |
| 4     | 40 a 44 | 4     |
| 4     | 35 a 39 | 8     |
| 8     | 30 a 34 | 8     |
| 12    | 25 a 29 | 8     |
| 0     | 20 a 24 | 4     |
| 4     | 15 a 19 | 4     |
| 12    | 10 a 14 | 0     |
| 0     | 5 a 9   | 4     |
| 0     | 0 a 4   | 16    |

## Economia
El 2007 la població en edat de treballar era de 155 persones, 116 eren actives i 39 eren inactives. De les 116 persones actives 110 estaven ocupades (59 homes i 51 dones) i 6 estaven aturades (2 homes i 4 dones). De les 39 persones inactives 19 estaven jubilades, 5 estaven estudiant i 15 estaven classificades com a «altres inactius».

### Ingressos
El 2009 a Maillet hi havia 113 unitats fiscals que integraven 257 persones, la mediana anual d'ingressos fiscals per persona era de 15.520 €.

### Activitats econòmiques
Dels 9 establiments que hi havia el 2007, 1 era d'una empresa extractiva, 1 d'una empresa de fabricació d'elements pel transport, 4 d'empreses de construcció, 1 d'una empresa de comerç i reparació d'automòbils, 1 d'una entitat de l'administració pública i 1 d'una empresa classificada com a «altres activitats de serveis».
Dels 4 establiments de servei als particulars que hi havia el 2009, 2 eren paletes, 1 guixaire pintor i 1 fusteria.
L'any 2000 a Maillet hi havia 24 explotacions agrícoles que ocupaven un total de 1.568 hectàrees.

## Poblacions més properes
El següent diagrama mostra les poblacions més properes.